# Conistra staudingeri
Conistra staudingeri är en fjärilsart som beskrevs av Graslin 1863. Conistra staudingeri ingår i släktet Conistra och familjen nattflyn. Inga underarter finns listade i Catalogue of Life.